# Ilex divaricata
Ilex divaricata é um gênero de plantas com flores. Foi descrito pela primeira vez por Carl Friedrich Philipp von Martius e Reiss. Ilex divaricata pertence ao gênero Ilex, e à família Aquifoliaceae.
Este tipo de planta pode ser encontrado em:
- Colômbia
  - Amazonas
  - Departamento de Caquetá
  - Departamento de Guainía
  - Departamento de Vaupés
- Venezuela
  - Amazonas
  - Estado Bolívar
- norte e centro-oeste do Brasil
  - Pará
  - Amazonas
  - Acre
  - Rondônia
  - Mato Grosso

Não há tipos listados como este.